# Кларк, Кэм
Кэмерон Артур «Кэм» Кларк (англ. Cameron Arthur "Cam" Clarke; род. 6 ноября 1957, Бербанк, Калифорния) — американский актёр озвучивания и дубляжа. Менее известен как певец, кастинг-директор, актёр телевидения и драматург. Наиболее известен зрителю голосами Леонардо и Рокстеди в мультсериале «Черепашки-ниндзя» (1987—1996), Сётаро Канэда в аниме «Акира» (1988) и Ликвида Снейка во франшизе Metal Gear (1998—2008). Открытый гей.

## Биография
Кэмерон Артур Кларк родился 6 ноября 1957 года в городе Бербанк (Калифорния). Отец — киноактёр Роберт Кларк (1920—2005); мать — Элис Кинг (1915—1996), певица, участница группы The King Sisters (1935—1946). Кэм приходится племянником джаз-гитаристу Альвино Рею (1908—2004) и джаз-пианисту Бадди Коулу (1916—1964); двоюродным братом актрисе и певице Тине Коул (род. 1943) и сценаристу Крису Конклингу (род. 1949); единоутробным братом композитору и пианисту Лексу де Азеведо (род. 1943); дядей актрисе озвучивания Эмили Браун (род. 1971) и продюсеру и актрисе Рейчел Коулмен (род. 1974).

## Избранные работы
Постоянным востребованным актёром Кэм Кларк стал с 1981 года, и за это время (по состоянию на февраль 2020 года) он озвучил множество персонажей в почти 400 мультфильмах, мультсериалах, аниме и компьютерных играх. Также известен под псевдонимами Джеймс Флиндерс, Джимми Флиндерс, Келли Брюстер, Кэмерон Чарльз, Кларк Келли и Адам Невел.

### Озвучивание фильмов, мультфильмов, теле- и мультсериалов
- 1985 — Роботех[англ.] — Макс Стерлинг / Ланс Белмонт / второстепенные персонажи (в 37 эпизодах)
- 1985—1988 — Снорки[англ.] / Snorks — второстепенные персонажи (в 52 эпизодах)
- 1986 — Роботех в кино[англ.] / Robotech: The Movie — Тех / второстепенные персонажи
- 1987 — Мой маленький пони[англ.] / My Little Pony — Солти (в 2 эпизодах)
- 1987 — Космический рыцарь и звёздные шерифы / Saber Rider and the Star Sheriffs — разные роли (в 3 эпизодах)
- 1987 — Отряд «Галактика»: Стражи космоса[англ.] / G-Force: Guardians of Space — Дирк Дейринг / Красный Импульс (в 82 эпизодах)
- 1987—1988 — Джем[англ.] / Jem — разные роли (в 2 эпизодах)
- 1987—1996 — Черепашки-ниндзя / Teenage Mutant Ninja Turtles — Леонардо / Рокстеди / второстепенные персонажи (в 193 эпизодах)
- 1988 — Роботех 2: Стражи[англ.] / Robotech II: The Sentinels — Максимилиан Стерлинг
- 1990 — Чудеса на виражах / TaleSpin — Отважный Дэн Доусон (в эпизоде Stormy Weather)
- 1990 — Настоящие охотники за привидениями / The Real Ghostbusters — Гуггенхайм (в эпизоде Mean Green Teen Machine)
- 1990—1991 — Нападение помидоров-убийц[англ.] / Attack of the Killer Tomatoes — разные роли (в 21 эпизоде)
- 1991 — Чёрный Плащ / Darkwing Duck — мальчик у фонтана (в 2 эпизодах)
- 1991—1992 — Мистер Богус[англ.] / Mr. Bogus — мистер Богус (в 5 эпизодах)
- 1991—1993, 1995 — Команда спасателей Капитана Планеты / Captain Planet and the Planeteers — Узи (в 6 эпизодах)
- 1992 — Три мушкетёра[англ.] / The Three Musketeers — Д’Артаньян (в титрах не указан)
- 1992—1993 — Кот Ик[англ.] / Eek! The Cat — второстепенные персонажи (в 27 эпизодах)
- 1993—1994, 1996 — Байки из склепа / Tales from the Crypt — разные роли (в 3 эпизодах)
- 1994—1995 — Аладдин / Aladdin — мужчина (в 2 эпизодах)
- 1994—1995 — Нашествие тараканов[англ.] / Creepy Crawlers — разные роли (в 22 эпизодах)
- 1994—1996 — Тик-герой / The Tick — Летучая Мышь / Фишбой, принц Атлантиды (в 29 эпизодах)
- 1995—1996 — Тимон и Пумба / Timon & Pumbaa — Симба (в 4 эпизодах)
- 1995—1996 — Маска[англ.] / The Mask — разные роли (в 5 эпизодах)
- 1995—1996 — Запутанные истории кота Феликса[англ.] / The Twisted Tales of Felix the Cat — разные роли (в 8 эпизодах)
- 1995—1997 — Гаргульи / Gargoyles — разные роли (в 4 эпизодах)
- 1995, 1997 — Крутой Уокер: Правосудие по-техасски / Walker, Texas Ranger — разные роли (в 2 эпизодах)
- 1996 — Кряк-Бряк / Quack Pack — Гусь Густав (в 3 эпизодах)
- 1997 — Гадюка[англ.] / Viper — Пульс (в эпизоде Black Box)
- 1997 — Супермен / Superman — разные роли (в 2 эпизодах)
- 1997 — Каспер, который живёт под крышей / The Spooktacular New Adventures of Casper — Принц (в эпизоде Rats!/Stinkie Time Theater/Great Ghouly Governess)
- 1997 — Человек-паук / Spider-Man — разные роли (в 2 эпизодах)
- 1997 — Джуманджи / Jumanji — разные роли (в эпизоде An Old Story)
- 1997, 1999 — Люди в чёрном / Men in Black — разные роли (в 2 эпизодах)
- 1998 — Коровка и Петушок / Cow & Chicken — разные роли (в 2 эпизодах)
- 1998 — Тунсильвания / Toonsylvania — второстепенные персонажи (в эпизоде Baby Human/Earth Vs. Everything/Blunder & Lightning/Little Screetchin Riding Hood)
- 1998 — Скуби-Ду на острове мертвецов / Scooby-Doo on Zombie Island — детектив Бо Невиль
- 1998 — Бешеный Джек Пират / Mad Jack the Pirate — Фаззи (в 13 эпизодах)
- 1999 — Щелкунчик — принц орехов[англ.] / The Nuttiest Nutcracker — Принц / Аспарагус / Мышь-сержант
- 1999 — Секретные материалы псов-шпионов / The Secret Files of the Spy Dogs — второстепенные персонажи (в 9 эпизодах)
- 1999—2000 — Пеппер Энн[англ.] / Pepper Ann — разные роли (в 4 эпизодах)
- 2000 — Звёздный десант: Хроники / Roughnecks: Starship Troopers Chronicles — разные роли (в эпизоде Letters Home)
- 2000 — Бог, Дьявол и Боб[англ.] / God, the Devil and Bob — фотограф (в 2 эпизодах)
- 2000 — Русалочка 2: Возвращение в море / The Little Mermaid II: Return to the Sea — Флаундер
- 2000 — Бабулю переехало оленем[англ.] / Grandma Got Run Over by a Reindeer — Остин Бакс
- 2000—2003 — Большой красный пёс Клиффорд[англ.] / Clifford the Big Red Dog — разные роли (в 35 эпизодах)
- 2001 — Мышиный дом / House of Mouse — Симба (в 2 эпизодах)
- 2002 — Супер-шпионки / Totally Spies! — Брок Уильямс (в эпизоде A Spy Is Born: Part 1)
- 2002 — Лига справедливости / Justice League — парамедик (в эпизоде A Knight of Shadows)
- 2002—2004 — Властелины Вселенной против людей-змей[англ.] / Masters of the Universe vs. The Snake Men — Хи-Мен[англ.] / Принц Адам / Король Серый Череп (в 39 эпизодах)
- 2003—2004 — Деньки щенка Клиффорда[англ.] / Clifford's Puppy Days — Чу-Чу / мистер Марк Говард (в 3 эпизодах)
- 2003—2005 — Приключения Билли и Мэнди[англ.] / Grim & Evil — разные роли (в 6 эпизодах)
- 2004 — Большое кино Клиффорда[англ.] / Clifford's Really Big Movie — мистер Марк Говард / Маркус
- 2004 — Мегас XLR / Megas XLR — несколько роботов и ботов (в эпизоде A Clockwork Megas)
- 2005—2006 — Чародейки / W.I.T.C.H. — разные роли (в 6 эпизодах)
- 2006 — Аватар: Легенда об Аанге / Avatar: The Last Airbender — Лао / второстепенные персонажи (в эпизоде The Blind Bandit)
- 2006 — Рога и копыта / Barnyard — Фредди, хорёк
- 2007 — Земля до начала времён / The Land Before Time — Брон (в эпизоде The Big Longneck Test)
- 2007 — Суперпёс / Underdog — два второстепенных пса
- 2007—2011 — Рога и копыта. Возвращение / Back at the Barnyard — Фредди, хорёк / Крюк / второстепенные персонажи (в 46 эпизодах)
- 2008 — Приключения пиратов в стране овощей 2 / The Pirates Who Don't Do Anything: A VeggieTales Movie — Роберт Ужасный / Король
- 2008 — Мухнём на Луну / Fly Me to the Moon — Рэй (в титрах не указан)
- 2009 — Герои / Heroes — ведущий прогноза погоды на радио (в эпизоде Chapter Ten '1961')
- 2009 — Терминатор: Да придёт спаситель / Terminator Salvation: The Machinima Series — Лэз Говард (в 6 эпизодах)
- 2009 — Любопытный Джордж 2: По следам обезьян / Curious George 2: Follow That Monkey! — второстепенные персонажи
- 2009 — Новая история Белоснежки / Happily N'Ever After 2: Snow White—Another Bite @ the Apple — Король Коль / сэр Питер / Шалтай-Болтай
- 2009—2012 — Специальный агент Осо[англ.] / Special Agent Oso — Вертушка / Р. Р. Рэпид / второстепенные персонажи (в 21 эпизоде)
- 2010—2012 — Мстители: Величайшие герои Земли / The Avengers: Earth's Mightiest Heroes — Док Самсон / Саймон Утрехт / Вектор / второстепенные персонажи (в 6 эпизодах)
- 2011 — Звёздные войны: Войны клонов / Star Wars: The Clone Wars — О-Мер (в 2 эпизодах)
- 2011—2012, 2014 — Монсуно / Monsuno — Чейз Суно (в 13 эпизодах)
- 2012 — Вспомнить всё / Total Recall — диктор терминала
- 2012 — Паранорман, или Как приручить зомби / ParaNorman — жители Блит-Холлоу
- 2012 — Совершенный Человек-паук / Ultimate Spider-Man — Сваебой / Капитан Ультра (в эпизоде Damage)
- 2012 — Монстры на каникулах / Hotel Transylvania — второстепенные персонажи
- 2013 — Повышение уровня[англ.] / Level Up — шкатулка с секретом (в эпизоде Max vs. Hideo)
- 2013 — LEGO Бэтмен: Супергерои DC объединяются / Lego Batman: The Movie – DC Super Heroes Unite — Зелёный Фонарь / Марсианский Охотник
- 2013 — Роботех: Любовь живёт[англ.] / Robotech: Love Live Alive — Лансер
- 2013 — Мстители, общий сбор! / Avengers Assemble — Сваебой (в эпизоде Avengers: Impossible)
- 2014 — Дороти из страны Оз / Legends of Oz: Dorothy's Return — второстепенные персонажи
- 2014 — Город героев / Big Hero 6 — второстепенные персонажи
- 2014, 2016—2017 — Черепашки-ниндзя / Teenage Mutant Ninja Turtles — Леонардо и Рокстеди из одноимённого мультсериала 1980-х (в 5 эпизодах)
- 2015 — Школа монстров: Бу-Йорк, Бу-Йорк[англ.] / Monster High: Boo York, Boo York — Хит Бёрнс / мистер Роттер / Безумный Диди
- 2016 — Гавайи 5.0 / Hawaii Five-0 — Джек Лорд (в эпизоде Makaukau 'oe e Pa'ani?)
- 2016—2019 — Хранитель Лев / The Lion Guard — Мвога, стервятник / второстепенные персонажи (в 12 эпизодах)
- 2017 — Печеньки[англ.] / Animal Crackers — второстепенные персонажи
- 2019 — LEGO DC: Бэтмен — Семейные дела[англ.] / Lego DC Batman: Family Matters — Братец Глаз / Бэткомпьютер[англ.]

### Озвучивание и дубляж компьютерных игр
- 1990 — The Secret of Monkey Island — Мясной Крюк (и его татуировка)
- 1990 — Wing Commander[англ.] — полковник Хэлсьон (только в версии для Sega Mega-CD)
- 1990 — Rise of the Dragon[англ.] — Уильям «Лезвие» Охотник
- 1993 — The Amazing Spider-Man vs. The Kingpin — Электро / Доктор Осьминог / полицейский (только в версии для Sega Mega-CD)
- 1994 — Freddy Pharkas: Frontier Pharmacist — Фредди Фаркас (только в версии для CD-ROM)
- 1994 — Quest for Glory: Shadows of Darkness — домовой / цыган Дэви / Николай (только в версии для CD-ROM)
- 1997 — The X-Fools[англ.] — Рекс Малли, агент ФБР / второстепенные персонажи
- 1997 — Outlaws — «Тонкий» Сэм Фултон
- 1998 — Xenogears — Крелиан (в титрах не указан)
- 1998 — Metal Gear Solid — Жидкий Змей / Мастер Миллер
- 1999 — Metal Gear Solid: Integral — Жидкий Змей
- 1999 — Revenant — Гас / Муркок
- 1999 — Sword of the Berserk: Guts' Rage[англ.] — Пак
- 1999 — Star Wars: X-Wing Alliance — разные роли
- 2000 — Alundra 2: A New Legend Begins — разные роли
- 2000 — Grandia II — разные роли
- 2000 — Baldur’s Gate II: Shadows of Amn — Аран Линвейл
- 2000 — Escape from Monkey Island — Клайв, турист / Мясной Крюк
- 2000 — The Lion King: Simba's Mighty Adventure — Симба
- 2001 — Fallout Tactics: Brotherhood of Steel — разные роли
- 2001 — Metal Gear Solid 2: Sons of Liberty — Жидкий Змей
- 2001 — Return to Castle Wolfenstein — солдат-нацист (в титрах не указан)
- 2001 — Legaia 2: Duel Saga[англ.] — Лэнг
- 2001 — Baldur’s Gate: Dark Alliance — Фейард / Ван
- 2002 — La Pucelle: Tactics[англ.] — Яттаня
- 2002 — Medal of Honor: Allied Assault — второстепенные персонажи
- 2002 — EOE: Eve of Extinction[англ.] — Джош Кэллоуэй
- 2002 — Bloody Roar Extreme[англ.] — Бакурю / Кронос
- 2002 — Eternal Darkness: Sanity’s Requiem — Энтони / смотритель
- 2002 — Neverwinter Nights — разные роли (в титрах не указан)
- 2002 — The Thing — Уэлдон (в титрах не указан)
- 2002 — Robotech: Battlecry[англ.] — Джек Лучник
- 2002 — Metal Gear Solid 2: Substance — Жидкий Змей
- 2002 — Star Trek: Starfleet Command III[англ.] — второстепенные персонажи
- 2002 — Dark Chronicle[англ.] — Тёмный Элемент / доктор Джейминг (в титрах не указан)
- 2002 — Soldier of Fortune II: Double Helix — Энтони Майклс
- 2003 — Dynasty Warriors 4 — Спокойный Голос (в титрах не указан)
- 2003 — Tenchu: Wrath of Heaven[англ.] — Тесшу
- 2003 — Star Wars: Knights of the Old Republic — разные роли
- 2003 — Tales of Symphonia — Кратос Орион
- 2003 — Star Wars Jedi Knight: Jedi Academy — второстепенные персонажи
- 2004 — Fallout: Brotherhood of Steel — разные роли
- 2004 — Gungrave: Overdose[англ.] — Дзюдзи Кабане / Ричард Вонг
- 2004 — Metal Gear Solid: The Twin Snakes — Жидкий Змей / Мастер Миллер
- 2004 — Painkiller — Даниэль
- 2004 — Galleon[англ.] — султан (в титрах не указан)
- 2004 — Doom 3 — диктор новостей IPN / второстепенные персонажи (в титрах не указан)
- 2004 — Call of Duty: United Offensive — рядовой Андерсон / второстепенные персонажи
- 2004 — Shark Tale[англ.] — Босс Угорь / рыбка-подросток / рыба — продавец бумаги
- 2004 — Barbie: Princess and the Pauper — Премингер / дровосек / стражник
- 2004 — EverQuest II — разные роли
- 2004 — World of Warcraft — разные роли
- 2004 — Kessen III[англ.] — Мицухиде Акечи (в титрах не указан)
- 2004 — Dynasty Warriors 4: Empires — Чжоу Юй (в титрах не указан)
- 2005 — Shadow of Rome[англ.] — Марк Юний Брут
- 2005 — He-Man: Defender of Grayskull[англ.] — Хи-Мен / Принц Адам / Сфинкс
- 2005 — Wild Arms 4 — Скит / Тони / гоблины (в титрах не указан)
- 2005 — Jade Empire — Небо / Сай Пэт / второстепенные персонажи
- 2005 — Drakengard 2[англ.] — второстепенные персонажи (в титрах не указан)
- 2005 — Killer7 — Андрей Ульмейда
- 2005 — The Incredible Hulk: Ultimate Destruction — второстепенные персонажи
- 2005 — Tales of Legendia — Уилл Рейнард (в титрах не указан)
- 2005 — Yakuza — второстепенные персонажи
- 2005 — Kingdom Hearts II — Симба
- 2006 — Enchanted Arms[англ.] — второстепенные персонажи
- 2006 — Barnyard — Фредди, хорёк
- 2006 — Just Cause — Отто Кляйнер
- 2006 — The Grim Adventures of Billy & Mandy — Мелвин
- 2006 — Marvel: Ultimate Alliance — Тор / Сорвиголова / Проныра[англ.] / второстепенные персонажи
- 2006 — The Lord of the Rings: The Battle for Middle-earth II: The Rise of the Witch-king — король Арвелег
- 2006 — Tales of the World: Radiant Mythology[англ.] — Кратос Орион
- 2007 — World of Warcraft: The Burning Crusade — разные роли
- 2007 — God of War II — Геракл
- 2007 — Kingdom Hearts II: Final Mix+ — Симба
- 2007 — Eternal Sonata[англ.] — Принц Крещендо (в титрах не указан)
- 2007 — Mass Effect — рядовой Фредкрикс / стражники
- 2008 — The Spiderwick Chronicles[англ.] — Напёрсток, брауни / Ноккер
- 2008 — Tales of Symphonia: Dawn of the New World[англ.] — Кратос Орион / рассказчик за кадром (в титрах не указан)
- 2008 — Tales of Vesperia — предатель Небес (в титрах не указан)
- 2008 — World of Warcraft: Wrath of the Lich King — Малигос
- 2008 — Naruto: The Broken Bond — Аои Рокусё / второстепенные персонажи
- 2009 — Halo Wars — огнемётчик-пехотинец
- 2009 — Scooby-Doo! First Frights — тренер Хейз / Костингтон / Тим Тойлер
- 2009 — Dragon Age: Origins — Беруик / Херрен / второстепенные персонажи
- 2009 — Assassin’s Creed II — Объект 16, ассасин / стражники / второстепенные персонажи
- 2009 — Final Fantasy XIII — обитатели Кокона
- 2010 — Dragon Age: Origins – Awakening — Херрен / Маррен / Кендрик / второстепенные персонажи
- 2010 — Lost Planet 2 — наёмник
- 2010 — Scooby-Doo! and the Spooky Swamp[англ.] — Костингтон
- 2010 — Final Fantasy XIV — Лолорито
- 2010 — Fallout: New Vegas — доктор Мобиус
- 2010 — Assassin’s Creed: Brotherhood — Объект 16 / доктора / торговцы искусством / второстепенные персонажи
- 2010 — Tales of Graces — Тартлез (в титрах не указан; только в версии для PlayStation 3)
- 2010 — World of Warcraft: Cataclysm — Фандрал Стэгхелм / Перот’арн
- 2011 — Operation Flashpoint: Red River — морпехи
- 2011 — Shadows of the Damned — Кристофер / демоны
- 2011 — Shin Megami Tensei: Devil Survivor 2[англ.] — Роналдо Курики
- 2011 — Dead Island — журналист / второстепенные персонажи
- 2011 — Skylanders: Spyro’s Adventure — Корабельный Мастер
- 2011 — Final Fantasy XIII-2 — второстепенные персонажи
- 2011 — Star Wars: The Old Republic — Таи Кордан / Биддек-Ва / Бладуорти / второстепенные персонажи
- 2012 — Kingdoms of Amalur: Reckoning — Анрю Бесин / Брат Холт / Эдвин Хосуиг / второстепенные персонажи
- 2012 — LEGO Batman 2: DC Super Heroes — Зелёный Фонарь / Марсианский Охотник / Ночное Крыло
- 2012 — Guild Wars 2 — Аль Батубар
- 2012 — Bravely Default[англ.] — Сейдж Уляна
- 2012 — Tales of Xillia 2 — второстепенные персонажи
- 2012 — Lego The Lord of the Rings — второстепенные персонажи
- 2013 — Final Fantasy XIV: A Realm Reborn — Лолорито
- 2013 — Sly Cooper: Thieves in Time — обезьяна-стражник
- 2013 — Armored Core: Verdict Day[англ.] — Основа
- 2013 — The Legend of Heroes: Trails of Cold Steel[англ.] — майор Нейтхардт
- 2013 — Lightning Returns: Final Fantasy XIII — бегущий человек / ученик богини / житель
- 2013 — Drakengard 3 — Декадус
- 2014 — Hearthstone — Медив
- 2014 — Ace Combat Infinity[англ.] — второстепенные персонажи
- 2014 — WildStar — Чуа
- 2014 — Teenage Mutant Ninja Turtles — Леонардо / Бибоп
- 2014 — The Legend of Heroes: Trails of Cold Steel II[англ.] — Нейтхардт
- 2014 — Skylanders: Trap Team — второстепенные персонажи
- 2015 — Bravely Second: End Layer[англ.] — кайзер Забвение
- 2015 — Mobius Final Fantasy[англ.] — второстепенные персонажи
- 2015 — Star Wars: The Old Republic — Knights of the Fallen Empire — Таи Кордан / Джолло / второстепенные персонажи
- 2015 — StarCraft II: Legacy of the Void — второстепенные персонажи
- 2015 — Fire Emblem Fates[англ.] — Коррин (мужчина) / Артур / Ананкос (человек)
- 2016 — Super Smash Bros. — Коррин (мужчина) из игры Fire Emblem Fates[англ.] (только в версии для Nintendo 3DS и Wii U)
- 2016 — Shin Megami Tensei IV: Apocalypse[англ.] — Охотник (в титрах не указан)
- 2016 — Enter the Gungeon — Агуним
- 2016 — Tales of Berseria — Тартлез
- 2016 — Skylanders: Imaginators[англ.] — второстепенные персонажи
- 2017 — Fire Emblem Heroes[англ.] — Коррин (мужчина) / Хината / Артур
- 2017 — Horizon Zero Dawn — второстепенные персонажи
- 2017 — Fire Emblem Warriors[англ.] — Коррин (мужчина) (в титрах не указан)
- 2018 — Red Dead Redemption 2 — местные жители-прохожие
- 2018 — Spyro Reignited Trilogy — Космос / Боунса / Братец Кипп / второстепенные персонажи
- 2018 — Super Smash Bros. Ultimate — Коррин (мужчина)
- 2018 — God Eater 3[англ.] — Абрахам Гэдолин
- 2019 — Shenmue III — Сан ДжиуСи / второстепенные персонажи

### Дубляж мультфильмов, мультсериалов и аниме
В данном разделе указаны годы дубляжа на английский язык, которые зачастую отличаются от года выхода на родном языке.
- 1983 — Вокруг света с Вилли Фогом — Ригодон / Ральф / второстепенные персонажи (в 26 эпизодах)
- 1983 — Смурфики и волшебная флейта[англ.] — Пивит[англ.]
- 1985 — Навсикая из Долины ветров — Принц Мило
- 1985 — Д’Артаньгав и три пса-мушкетёра — Д’Артаньгав (в 26 эпизодах)
- 1986 — Макрон 1 — Джейсон Темплар
- 1988 — Акира — Сётаро Канэда
- 1992 — Сейлор Мун — второстепенные персонажи (в 2 эпизодах)
- 1993 — Токио: Последний мегаполис[англ.] — Юничи Нарутаки
- 2003 — Злые и проклятые: Сто историй о карме[англ.] — Матасиро (в эпизоде Nodeppou)
- 2004 — Наруто: Ниндзя в стране снега[англ.] — Сотецу Казехана
- 2004 — Монстр — Ричард Браун (в 4 эпизодах)
- 2004 — Наруто — Аои Рокусё (в 5 эпизодах)
- 2004 — Мастера дуэлей — отец Рикуды / Тору (в 26 эпизодах)
- 2005 — Мёд и клевер — Такуми Маяма (в эпизоде The Day It All Began)
- 2005—2006, 2011 — Блич — Кагероза Инаба / Ясошика Иемура (в 23 эпизодах)
- 2006 — Боевая алхимия — Синё Сузуки (в 2 эпизодах)
- 2007 — Блич 2: Восстание Алмазной Пыли — Ясошика Иемура
- 2009—2010 — Гормити[итал.] — Одинокий орёл / Жестокий паук (в 2 эпизодах)
- 2009—2011 — Рыцари Зодиака: Утерянный холст[англ.] — Сейдж (в 21 эпизоде)
- 2011 — Marvel Anime — Профессор Икс / Чарльз Хавье (в 14 эпизодах)
- 2013 — Охотник на охотника — Пегги (в 11 эпизодах, в титрах не указан)
- 2016 — По ту сторону океана — Чжужун
- 2016—2017 — Мартовский лев — Масашика Коуда (в 5 эпизодах)
- 2017 — Судьба: Апокриф — разные роли (в 2 эпизодах)
- 2018 — Саманта![англ.] — второстепенные персонажи (в 1 эпизоде)
- 2018 — Укрась прощальное утро цветами обещания — второстепенные персонажи
- 2018 — Маска героя[англ.] — Коннор / Фред (в 15 эпизодах)
- 2019 — Элита — второстепенные персонажи (в 4 эпизодах)
- 2019 — Обещанный Неверленд — Демон (в 3 эпизодах)

### Роли «вживую»
- 1970 — Даниэль Бун[англ.] / Daniel Boone — Паско-мл. (в эпизоде Israel and Love)
- 1986 — Династия 2: Семья Колби / The Colbys — юноша (в эпизоде Fallon’s Choice)
- 1986 — Мученики науки[англ.] / Misfits of Science — зевака (в эпизоде The Avenging Angel)
- 1986 — Закон Лос-Анджелеса / L.A. Law — репортёр (в эпизоде Raiders of the Lost Bark)
- 1987 — Слава / Fame — Чарли (в эпизоде Alice Doesn’t Work Here Anymore)

### В роли самого себя
- 1965—1969 — Шоу семьи Кинг[англ.] / The King Family Show — в 46 выпусках
- 1983 — Сто к одному[англ.] / Family Feud — в 1 выпуске
- 2014 — Сила черепашек: Окончательная история Черепашек-ниндзя[англ.] / Turtle Power: The Definitive History of the Teenage Mutant Ninja Turtles

### Саундтреки
- 1998 — Король Лев 2: Гордость Симбы / The Lion King II: Simba’s Pride — исполнение песни We Are One
- 1998 — Американская история 3: Сокровища острова Манхэттен / An American Tail: The Treasure of Manhattan Island — исполнение песни We Live in Manhattan
- 2017 — Хранитель Лев / The Lion Guard — исполнение песни A Real Meal (в эпизоде Ono and the Egg)

### Кастинг
- 1995 — Тайна медвежьей горы / Gold Diggers: The Secret of Bear Mountain — кастинг актёров озвучивания
- 2013 — LEGO Бэтмен: Супергерои DC объединяются / Lego Batman: DC Super Heroes Unite — кастинг-директор
- 2016 — Аисты / Storks — кастинг актёров озвучивания (в титрах не указан)
- 2017 — Печеньки[англ.] / Animal Crackers — кастинг актёров озвучивания
- 2018 — Смолфут / Smallfoot — кастинг актёров озвучивания

### Прочие работы
- 1995—2018 — Круг жизни: Экологическая басня[англ.] / Circle of Life: An Environmental Fable — Симба. 70-мм фильм, показывавшийся в кинотеатре «Урожай» в павильоне «Земля» в парке развлечений Epcot в «Мире Диснея» в Орландо (Флорида).